# Byalachinte, Bellary
Byalachinte là một làng thuộc tehsil Bellary, huyện Bellary, bang Karnataka, Ấn Độ.